# Dikaliumhydrogenphosphat
Dikaliumhydrogenphosphat ist eine chemische Verbindung aus der Gruppe der Hydrogenphosphate. Sie liegt in Form eines farb- und geruchlosen Feststoffes vor und stellt das sekundäre Phosphat der ortho-Phosphorsäure dar. Es kommt auch als Trihydrat vor.

## Gewinnung und Darstellung
Dikaliumhydrogenphosphat kann durch Neutralisation von Phosphorsäure mit Kaliumhydroxid oder Kaliumsalzen (zum Beispiel Kaliumcarbonat oder Kaliumchlorid) gewonnen werden.

## Eigenschaften
Eine wässrige Lösung von Dikaliumhydrogenphosphat reagiert leicht alkalisch. 
Beim Erhitzen geht Dikaliumhydrogenphosphat unter Wasserabspaltung in das entsprechende Tetrakaliumdiphosphat über:
{\displaystyle \mathrm {2\ K_{2}HPO_{4}\longrightarrow K_{4}P_{2}O_{7}+H_{2}O} }

## Verwendung
Dikaliumhydrogenphosphat wird zur Herstellung von Pufferlösungen gemeinsam mit Kaliumdihydrogenphosphat oder als Bestandteil von Nährmedien von Bakterien verwendet.
In der Lebensmitteltechnik wird Dikaliumhydrogenphosphat als Komplexbildner, Säureregulator und Schmelzsalz eingesetzt.
Es ist zusammen mit dem primären (KH2PO4) und tertiären Kaliumphosphat (K3PO4) in der EU als Lebensmittelzusatzstoff unter der gemeinsamen Nummer E 340 („Kaliumphosphate“) für bestimmte Lebensmittel mit jeweils unterschiedlichen Höchstmengenbeschränkungen zugelassen. Nach der Zusatzstoff-Zulassungsverordnung sind dies – für die meisten zugelassenen Phosphate weitgehend einheitliche – einzelne Festlegungen für eine breite Palette mit zahlreichen unterschiedlichen Lebensmittelsorten. Die zugelassenen Höchstmengen variieren von 0,5 bis hin zu 50 Gramm pro Kilogramm (in Getränkeweißer für Automaten) oder auch dem Fehlen einer festen Beschränkung (quantum satis – nach Bedarf, bei Nahrungsergänzungsmitteln und teils bei Kaugummis).
Es wurde eine erlaubte Tagesdosis von 70 Milligramm pro Kilogramm Körpergewicht für die Gesamtmenge aufgenommener Phosphorsäure und Phosphate festgelegt.
Es dient weiterhin als Düngemittel.